# Votuparim
Votuparim ou Votupari é um bairro do município de Santana de Parnaíba, no estado de São Paulo, no Brasil.

## Etimologia
"Votupari" é originário do termo da língua geral meridional votuparĩ, que significa "montanha torta" (votura, "montanha" + parĩ, "torta").